# ديفيد جونسون (لاعب كرة قدم أمريكية أمريكي)
ديفيد جونسون (بالإنجليزية: David Johnson)‏ هو لاعب كرة قدم أمريكية أمريكي، ولد في 16 ديسمبر 1991 في ممفيس في الولايات المتحدة.

## وصلات خارجية
- دايفيد جونسون على موقع مرجع كرة القدم المحترفة.كوم (الإنجليزية)